# Papp László (kántortanító)
Papp László, Pap (Kecskemét, 1857. október 17. – Budapest, Ferencváros, 1896. szeptember 29.) római katolikus kántortanító.

## Élete
Pap László és Csolnoky Johanna fia. Szülőhelyén végezte gimnáziumi tanulmányait, a tanítóképző két első osztályát pedig 1873–78-ban Csongrádon, a harmadikat 1879–80-ben Kunfélegyházán. Időközben mint segédtanító működött Kónyban (Győr megye), Tatárszentgyörgyön (Pest megye) és Tápiószentmártonban (Pest megye). Mint okleveles tanító segédeskedett 1880–81-ben Pápateszéren (Veszprém megye); október 15-én Zalaszentgyörgyre ment önálló kántortanítónak, ahonnét 1882. október 1-jén a nagykutasi (Zala megye) községi iskolához nevezték ki. Halálát foszformérgezés okozta.
Segédtanító korában a tanítói gyűléseken előadásokat tartott az iskolai élet köréből, melyek a Néptanodában, a Magyar Államban, a Család és Iskolában sat. jelentek meg; a Zalai Tanügyben (1882. Hogyan eszközölheti a tanító, hogy tanonczai az erdőknek, az utak melletti fáknak szükségességéről és hasznáról meggyőződve, azokat kiméljék, A gyermek-nevelésről, A társulásról, Szép és igaz a lélek két főirányáról, 1883. A tankötelesek összeírása érdekében, Néhány szó Zalamegye tanítóihoz, Vallási érzelem, A kézimunka tanítása népiskoláinkban, 1884. Álom, mely valóságban is megjárná); a Zalamegyében (1883. A cselédségről).

## Munkái
- A magyarok története dióhéjban falusi iskolák számára. Nagy-Kanizsa, 1882.
- Temetési rendtartás, Szeged, 1885.